# Bittacus natalensis
Bittacus natalensis is een schorpioenvlieg uit de familie van de hangvliegen (Bittacidae). De wetenschappelijke naam van de soort is voor het eerst geldig gepubliceerd door Wood in 1933.
De soort komt voor in Mozambique, Malawi, Zimbabwe en Zuid-Afrika.